# بتانی (فیلم ۲۰۱۷)
بتانی (به انگلیسی: Bethany) یک فیلم ترسناک آمریکایی محصول سال ۲۰۱۷ به کارگردانی جیمز کالن برساک با بازی شانن دوهرتی، توماس گرین، استفانی استس و زاک وارد است.

## داستان
کِلر در کودکی اش مورد آزار قرار گرفته و سال‌هاست از این موضوع رنج می‌برد. او و همسرش برای روشن کردن حقایق به سوی خانه دوران کودکی کلر حرکت می‌کنند و در آنجا …

## بازخوردها
از ژوئن ۲۰۲۰، این فیلم بر اساس هفت نقد با میانگین امتیاز ۵ از ۱۰ در سایت راتن تومیتوز دارای ۲۹ درصد محبوبیت است.